# Oedo Kuipers
Oedo Kuipers (né le 11 novembre 1989 à Stroobos) est un chanteur et acteur néerlandais spécialisé dans les comédies musicales.

## Biographie
Kuipers est issu d'une famille de musiciens : son père est chef d'orchestre et professeur de musique, sa mère et ses sœurs chantent et jouent également des instruments.
Dès ses huit ans, Kuipers connait ses premières expériences sur scène.
Il fréquente le Conservatoire de musique d'Alkmaar et termine sa formation en 2013, après cinq ans au Conservatoire Fontys de Tilburg.
En 2015, il décroche le rôle titre de Mozart! au Raimund Theater, à Vienne. Il partage l'affiche avec Mark Seibert, autre figure incontournable de la scène musicale. La prestation du jeune homme est saluée et lui vaut une grande renommée dans les pays germanophones. Le spectacle s'importe en Asie : Kuipers fait toujours partie du casting et incarne Wolfgang Mozart sur les scènes chinoises.
En 2022, il campe le personnage de Chris dans le spectacle culte Miss Saigon.

## Scénographie(sélection partielle)
| Titre                                                                  | Rôle                     | Année(s) de représentation |
| ---------------------------------------------------------------------- | ------------------------ | -------------------------- |
| Franciscus, Troubadour van God                                         | Franciscus (jeune)       | 2009                       |
| De Spooktrein                                                          | Charles Murdoch          | 2010                       |
| Wintersprookje                                                         | Prins Florizan           | 2011                       |
| Romeo en Julia, het paradis ligt onder de voeten van je moeder (opéra) | Romeo                    | 2013                       |
| Das Phantom der Oper                                                   | Raoul, vicomte de Chagny | 2013-2014                  |
| Mozart!                                                                | Wolfgang Amadeus Mozart  | 2015-2016                  |
| Ludwig²                                                                | Le comte Dürckheim       | 2016                       |
| Jésus-Christ Superstar                                                 | Jésus                    | 2017                       |
| Matterhorn - the Musical                                               | Edward Whymper           | 2018                       |
| Ludwig²                                                                | Ludwig II                | 2019                       |
| Kiss me Kate                                                           | Hortensio                | 2019                       |
| Jésus-Christ Superstar                                                 | Jésus                    | 2019-2020, 2022            |
| Miss Saigon                                                            | Chris                    | 2022                       |
| Ludwig²                                                                | Ludwig II                | 2022                       |

## Discographie

### Albums solo
- 2016 : Coverart
- 2018 : Pure

### Participation
- 2015 : Mozart! - CD intégral de la comédie musicale